# Priser vundet af Titanic (film)
Dette er en ukomplet liste over priser vundet af James Camerons film Titanic fra 1997.

## Priser
| Ceremoni                       | Pris                                 | Modtager                             | Resultat  |
| ------------------------------ | ------------------------------------ | ------------------------------------ | --------- |
| Academy Award                  | Bedste film                          | James Cameron, Jon Landau            | Vundet    |
| Academy Award                  | Bedste instruktør                    | James Cameron                        | Vundet    |
| Academy Award                  | Bedste kvindelige hovedrolle         | Kate Winslet                         | Nomineret |
| Academy Award                  | Bedste kvindelige birolle            | Gloria Stuart                        | Nomineret |
| Academy Award                  | Bedste musik                         | James Horner                         | Vundet    |
| Academy Award                  | Bedste originale sang                | "My Heart Will Go On" af Celine Dion | Vundet    |
| Academy Award                  | Bedste lydmix                        | Gary Rydstrom                        | Vundet    |
| Academy Award                  | Bedste lydredigering                 | Christopher Boyes                    | Vundet    |
| Academy Award                  | Bedste scenografi                    | Peter Lamont                         | Vundet    |
| Academy Award                  | Bedste fotografering                 | Rusell Carpenter                     | Vundet    |
| Academy Award                  | Bedste kostumer                      | Deborah Lynn Scott                   | Vundet    |
| Academy Award                  | Bedste makeup                        | Greg Cannom                          | Nomineret |
| Academy Award                  | Bedste klipning                      | James Cameron                        | Vundet    |
| Academy Award                  | Bedste effekter                      | Robert Legato                        | Vundet    |
| British Academy of Film Awards | Bedste film                          | James Cameron                        | Nomineret |
| British Academy of Film Awards | Bedste instruktør                    | James Cameron                        | Nomineret |
| British Academy of Film Awards | Bedste fotografering                 | Russell Carpenter                    | Nomineret |
| British Academy of Film Awards | Bedste kostumer                      | Deborah Lynn Scott                   | Nomineret |
| British Academy of Film Awards | Bedste redigering                    | James Cameron                        | Nomineret |
| British Academy of Film Awards | Bedste makeup                        | Greg Cannom                          | Nomineret |
| British Academy of Film Awards | Bedste musik                         | James Horner                         | Nomineret |
| British Academy of Film Awards | Bedste scenografi                    | Peter Lamont                         | Nomineret |
| British Academy of Film Awards | Bedste lyd                           | Gary Rydstrom                        | Nomineret |
| British Academy of Film Awards | Bedste effekter                      | Robert Legato                        | Nomineret |
| Golden Globes                  | Bedste film - Drama                  | James Cameron                        | Vundet    |
| Golden Globes                  | Bedste instruktør                    | James Cameron                        | Vundet    |
| Golden Globes                  | Bedste mandlige hovedrolle - Drama   | Leonardo DiCaprio                    | Nomineret |
| Golden Globes                  | Bedste kvindelige hovedrolle - Drama | Kate Winslet                         | Nomineret |
| Golden Globes                  | Bedste kvindelige birolle            | Gloria Stuart                        | Nomineret |
| Golden Globes                  | Bedste manuskript                    | James Cameron                        | Nomineret |
| Golden Globes                  | Bedste musik                         | James Horner                         | Vundet    |
| Golden Globes                  | Bedste sang                          | "My Heart Will Go On" af Celine Dion | Vundet    |
| Screen Actors Guild Awards     | Bedste kvindelige hovedrolle         | Kate Winslet                         | Nomineret |
| Screen Actors Guild Awards     | Bedste kvindelige birolle            | Gloria Stuart                        | Vundet    |
| Screen Actors Guild Awards     | Bedste cast                          |                                      | Nomineret |

| Film | Spire Denne filmartikel er en spire som bør udbygges. Du er velkommen til at hjælpe Wikipedia ved at udvide den. |